# Asplenium capillicaule
Asplenium capillicaule är en svartbräkenväxtart som beskrevs av Fraser-jenk. Asplenium capillicaule ingår i släktet Asplenium och familjen Aspleniaceae. Inga underarter finns listade.